# Marek Poszepczynski
Marek Poszepczynski, född 18 februari 1975, är en svensk friidrottare (långdistanslöpare) och före detta handbollsspelare. I friidrott tävlar han för Enhörna IF. I handboll spelade han för klubben HK Cliff.
Poszepczynski började sin idrottskarriär som handbollsspelare. Han spelade i elitserieklubben HK Cliff och representerade även det svenska juniorlandslaget. Efter problem med skador sadlade han om till långdistanslöpning. Våren 2005 deltog han i Hösten 2005 vann han halvmaratonloppet S:t Eriksloppet och kom i mål som andre svensk i Lidingöloppet.
Sommaren 2006 togs han ut till maratonloppet vid EM i Göteborg, ett lopp som han dock fick bryta.

## Personliga rekord
| Utomhus - 10 km landsväg – 31:39 (Stockholm 13 augusti 2005) - 10 km landsväg – 33:02 (Stockholm 15 augusti 2009) - Halvmaraton – 1:06:49 (Göteborg 13 maj 2006) - Maraton – 2:19:37 (Wroclaw, Polen 23 april 2006) |

### Fotnoter
1. ↑  ”Terräng-SM 2009, lag”. idrottonline.se. Arkiverad från originalet den 8 december 2015. https://web.archive.org/web/20151208045303/http://www8.idrottonline.se/HammarbyIFFI-Friidrott/Traningsgrupper/TerrangSM2009/Resultat-Lag090501/. Läst 1 maj 2013.
2. 1 2 3 4  ”Personsida på AllAthletics” (på engelska). all-athletics.com. Arkiverad från originalet den 23 april 2017. https://web.archive.org/web/20170423064049/http://www.all-athletics.com/node/74408. Läst 22 april 2017.
3. ↑  ”Ödmjuk Marek ser fram emot vintern”. friidrott.se. 2 oktober 2005. Arkiverad från originalet den 23 april 2017. https://web.archive.org/web/20170423065440/http://www.friidrott.se/nyheter.aspx?id=5064. Läst 22 april 2017.
4. ↑  ”European Athletics Championships - Göteborg 2006” (på engelska). european-athletics.org. http://www.european-athletics.org/competitions/european-athletics-championships/history/year=2006/results/index.html. Läst 19 april 2017.
5. 1 2 3  ”Personsida på ARRS” (på engelska). arrs.net. Arkiverad från originalet den 23 april 2017. https://web.archive.org/web/20170423151306/http://more.arrs.net/runner/27063. Läst 22 april 2017.
6. ↑  ”Personsida på European Athletics' webbplats” (på engelska). european-athletics.org. http://www.european-athletics.org/athletes/group=p/athlete=208841-poszepczynski-marek/index.html. Läst 22 april 2017.